# Batteleku

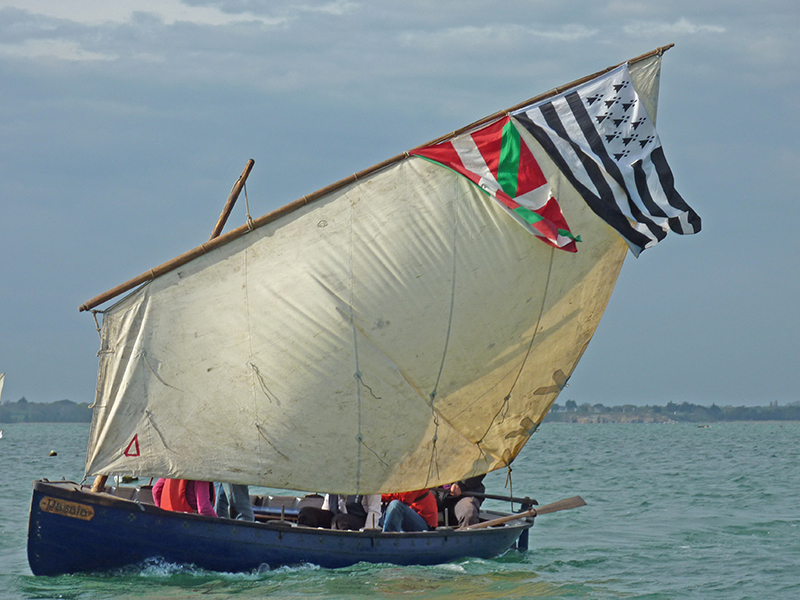
Batteleku llamado Pasaia, navegando a vela construido por el astillero escuela Skol ar Mor en Mesquer en la década de 2000

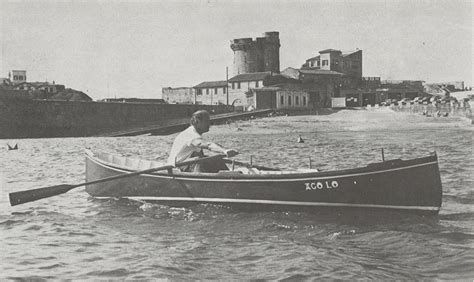
Batteleku Ago Lo construido en 1948 en Socoa por el astillero Ortiz y Ordoqui

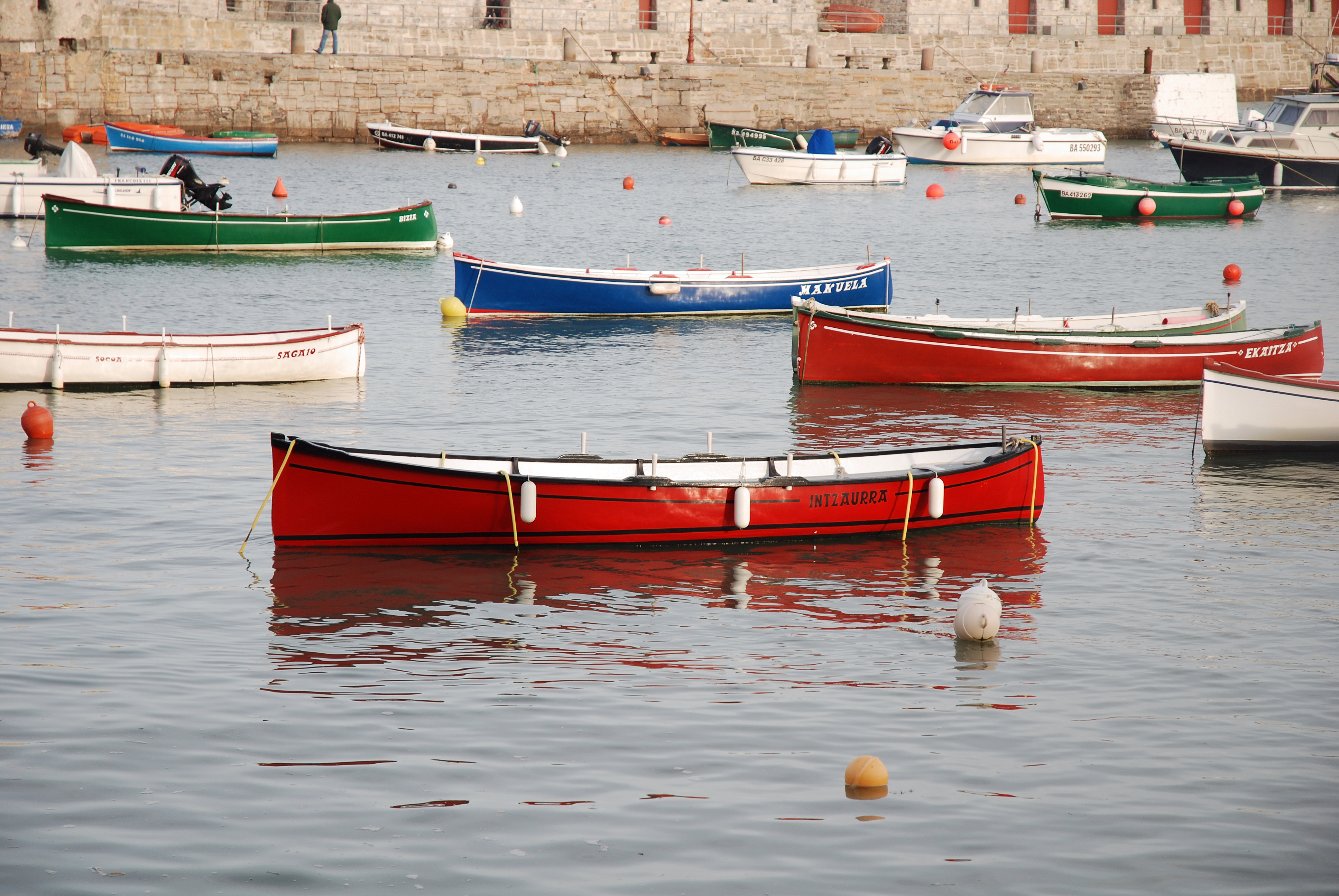
Battelekus en el puerto de Socoa

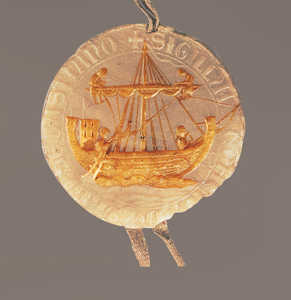
Sello de la ciudad de San Sebastián de 1352 que representa un barco vasco que da fe de una arraigada tradición naval

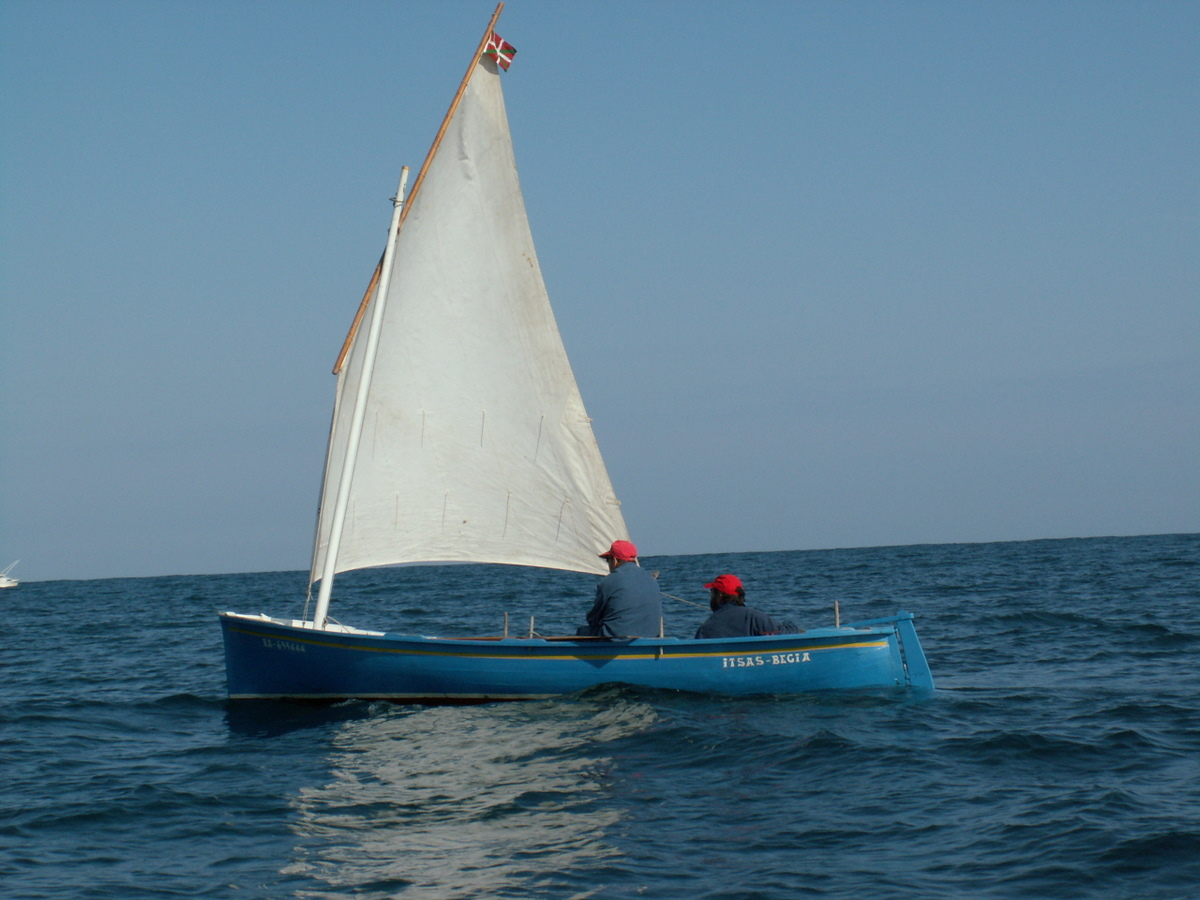
Batteleku llamado Itsas Begia, construido en madera, por la asociación del mismo nombre navegando a vela en 2006

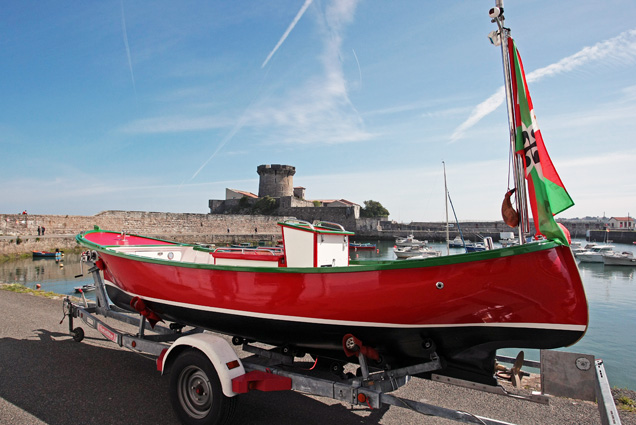
Barco nuevo de chipirónera de madera, típico de la construcción naval vasca con su palo de popa invertido muy pronunciado construido por el carpintero vasco Otsoerroi Larrieu, fotografiado en Socoa el. El parecido del casco con el batteleku es obvio.

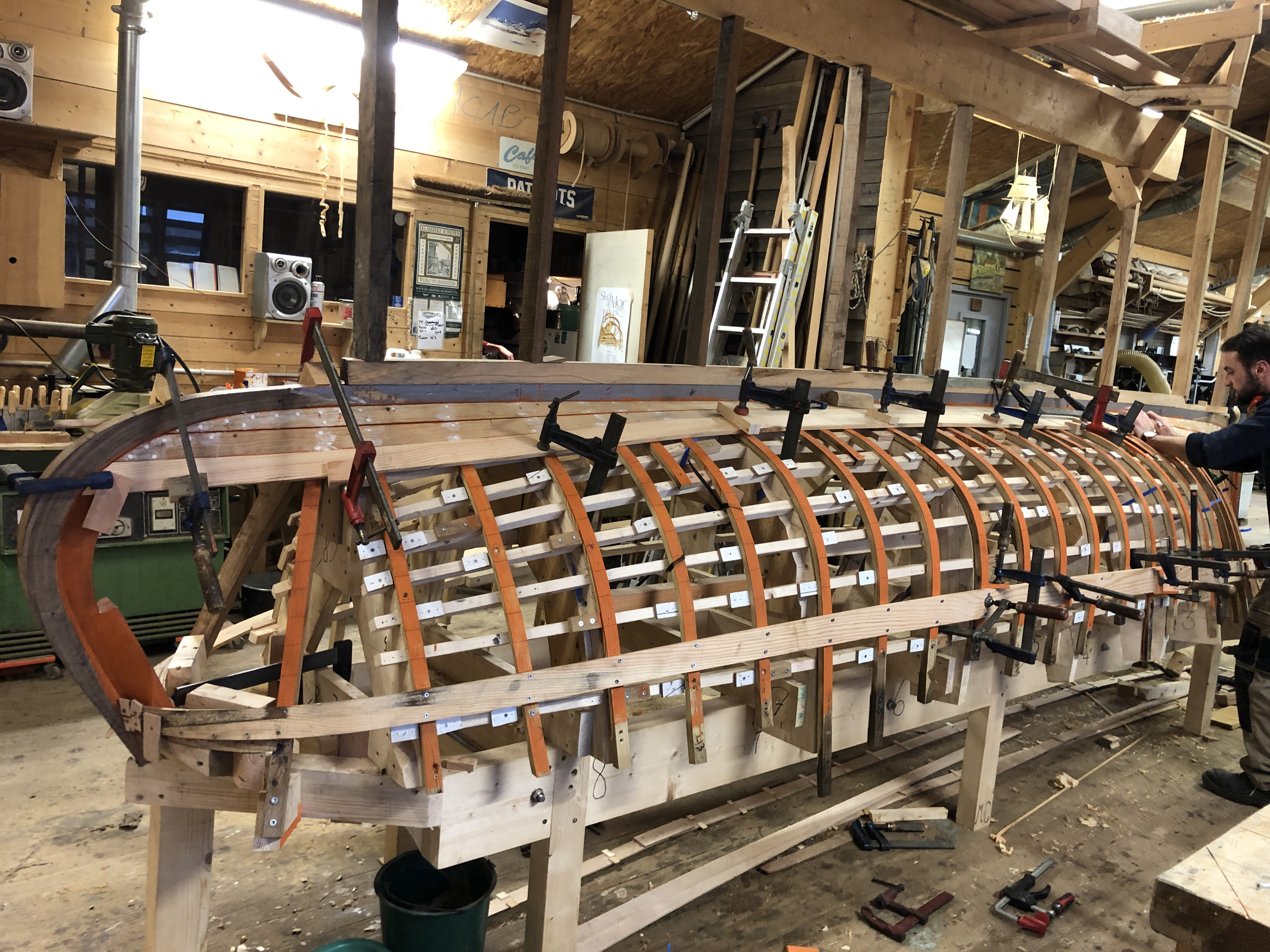
Construcción de un batteleku de madera de 5,80 metros sobre un maniquí por el carpintero marino vasco Otsoerroi-Wulfram Larrieu en 2023

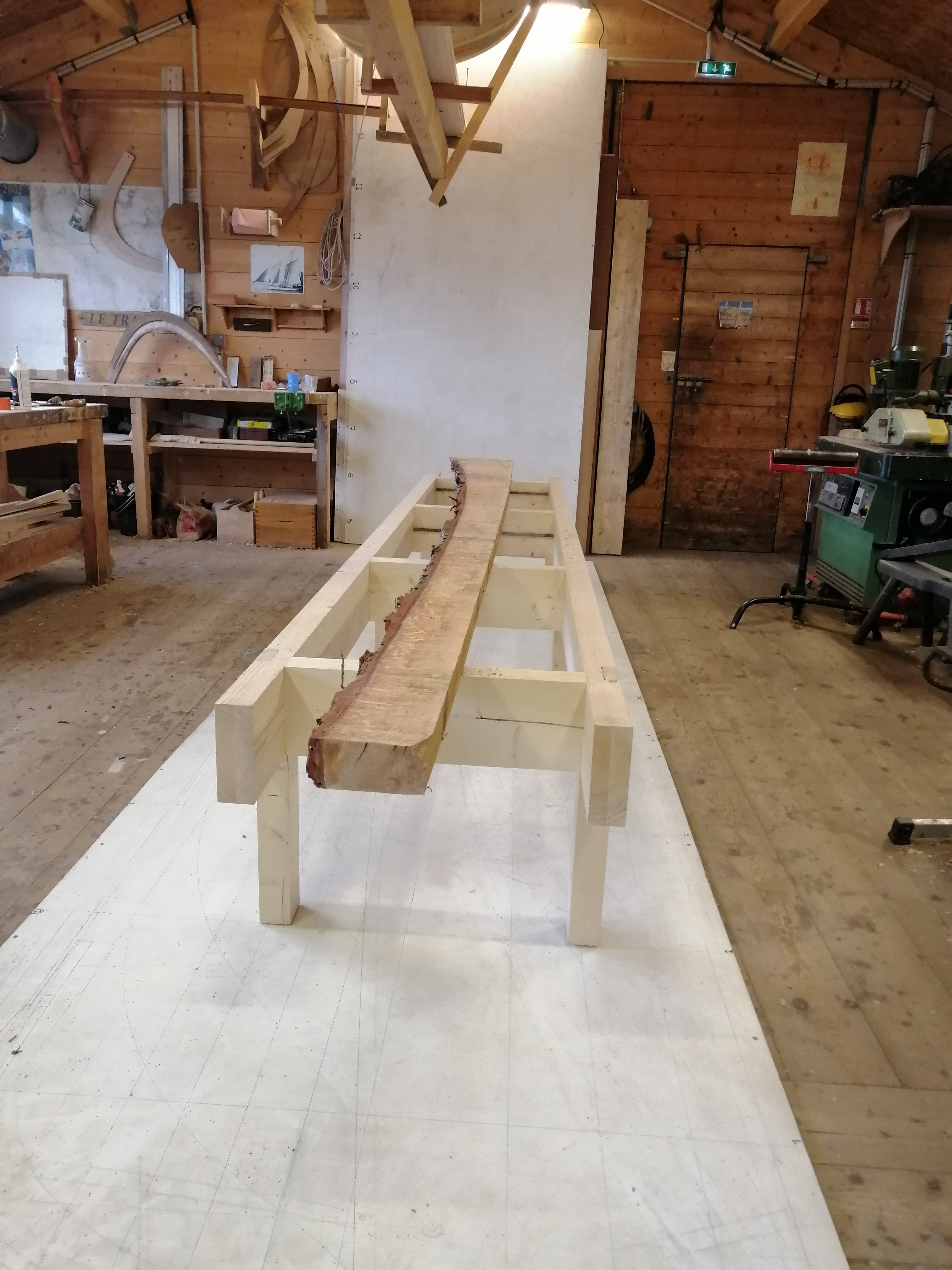
Quilla de roble de un batteleku cuyas fibras siguen las curvas requeridas-2023

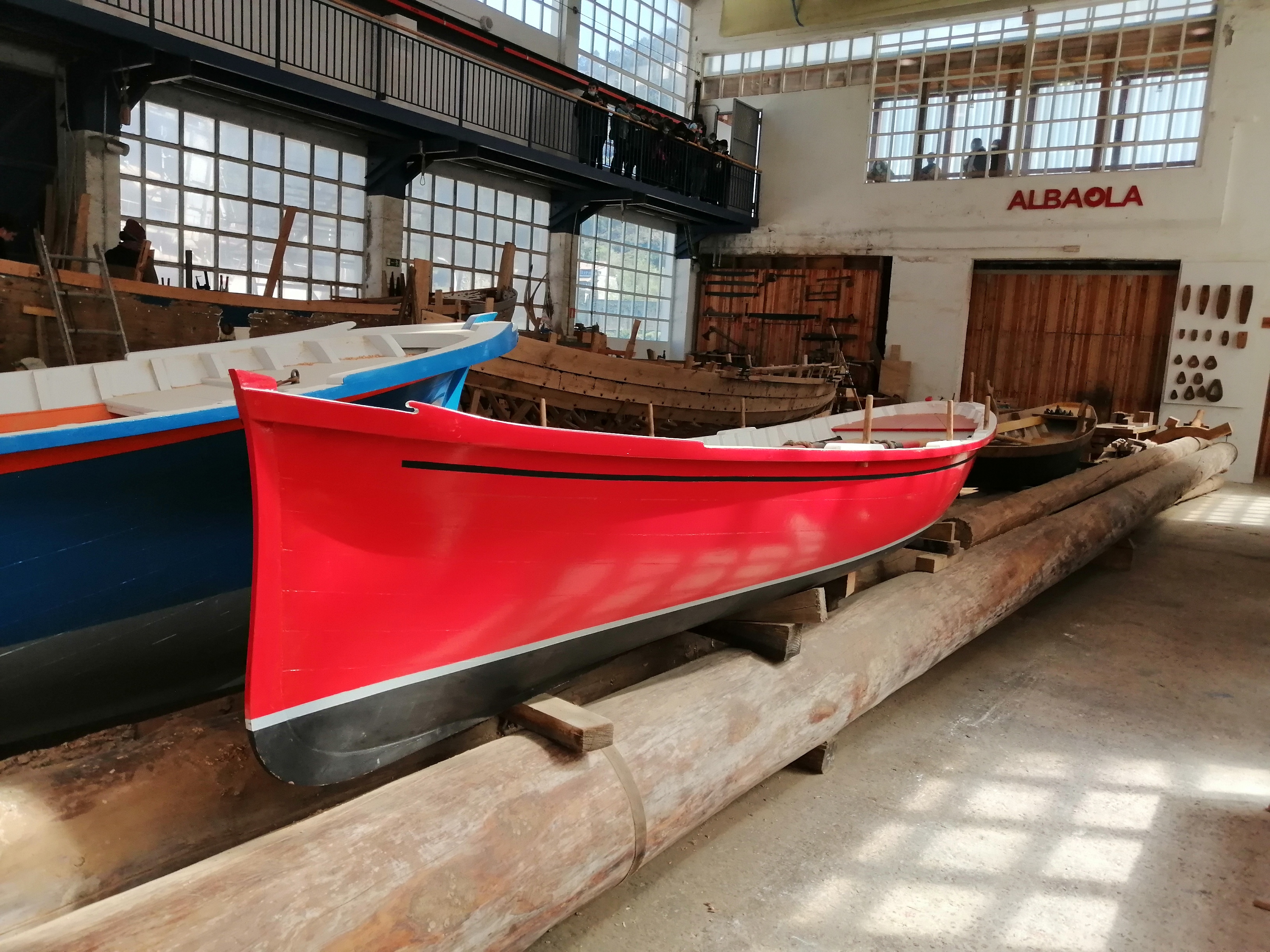
Batteleku de madera construido por la asociación Albaola en la Factoría de Pasajes

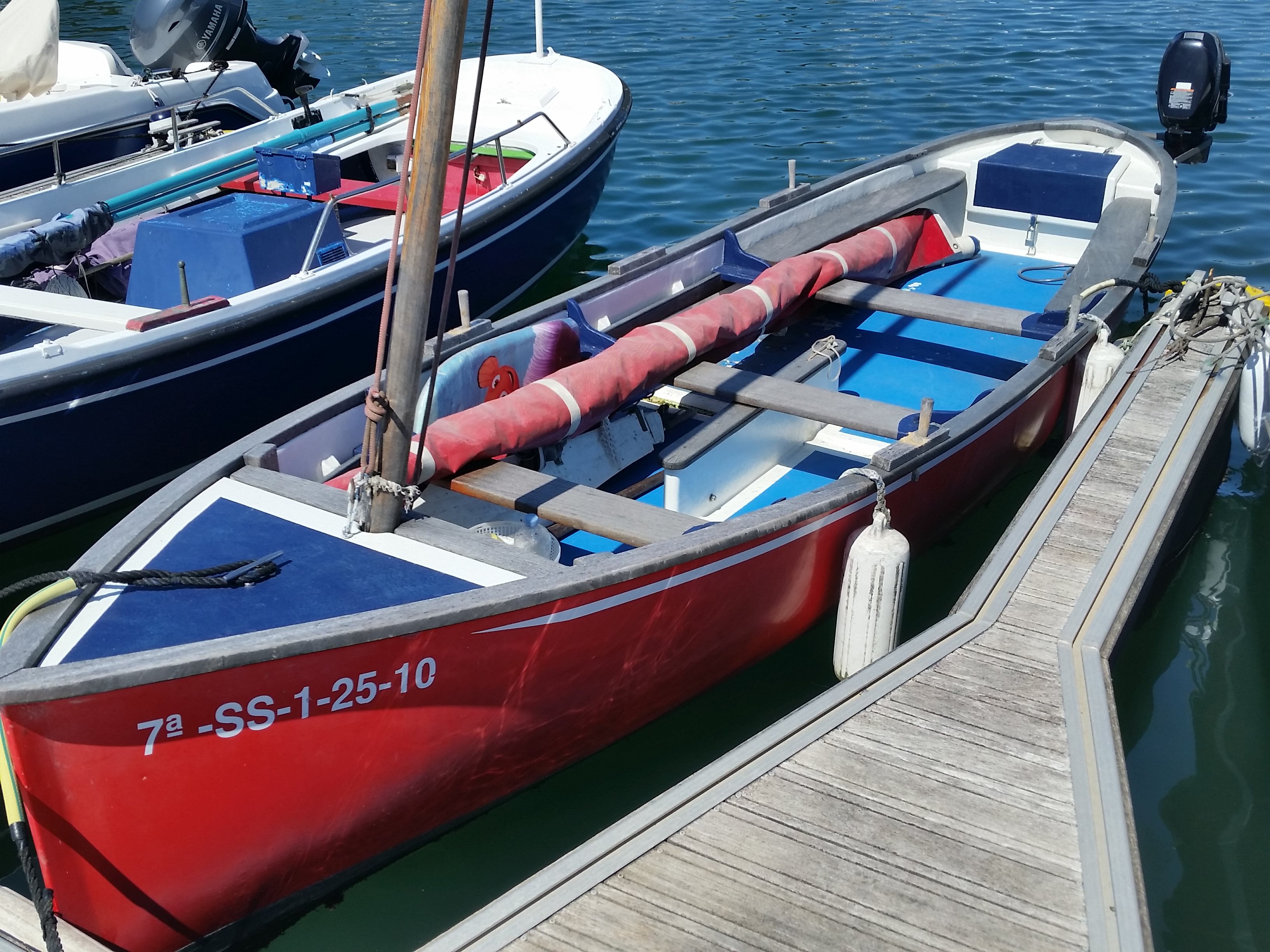
Batteleku en poliéster con mástil y quilla desmontable-2023

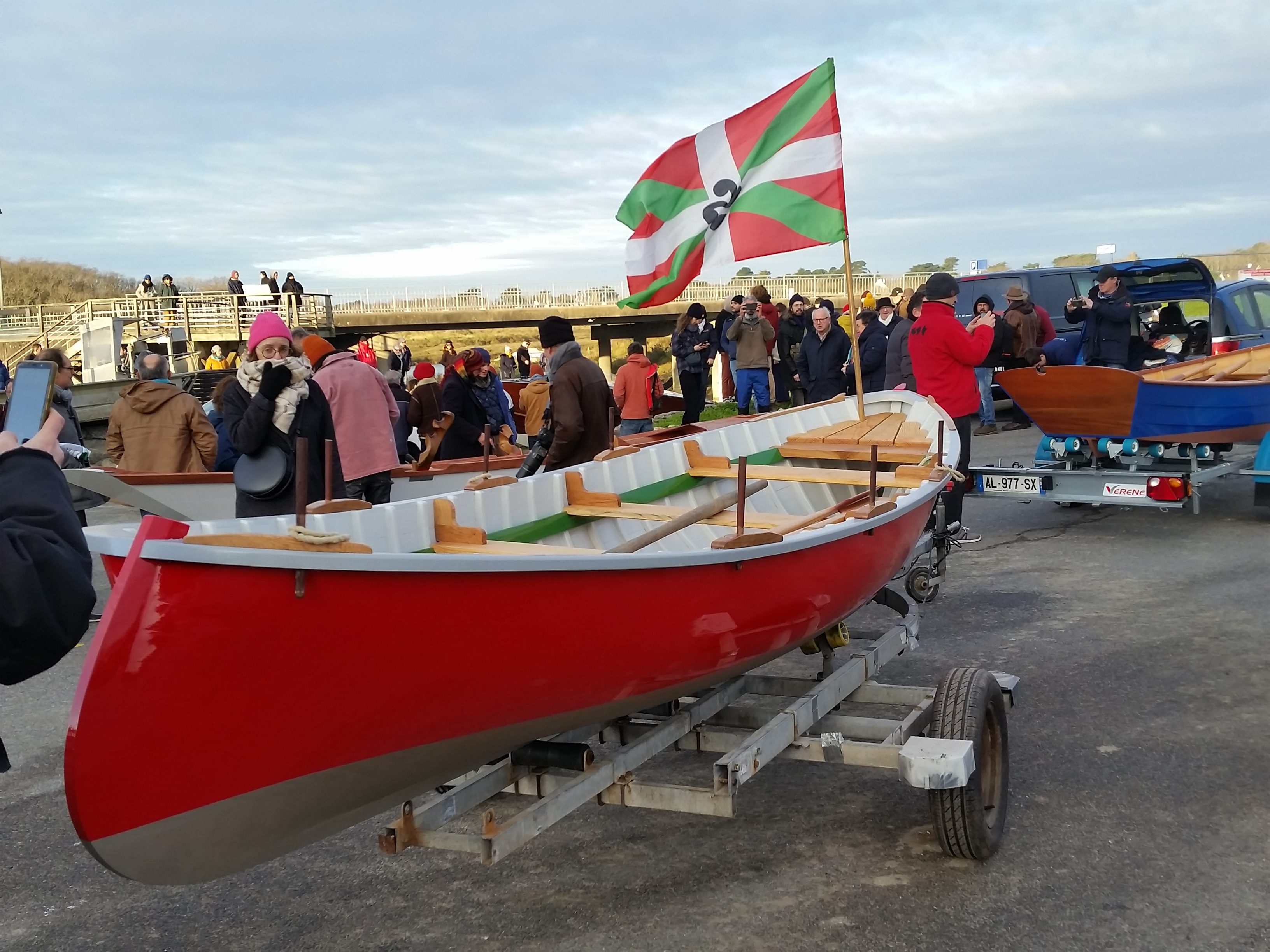
Batteleku de madera construido en 2023 por el carpintero vasco Otoserroi-Wulfram Larrieu

El batteleku o bateles la unidad de pesca costera tradicional más pequeña del País Vasco. Inicialmente fabricado en madera, con una eslora de 4,50 a 6 metros, sus líneas son características de la larga tradición de la construcción naval vasca. Operada a vela y a remo, este tipo de propulsión determinó la particular arquitectura de estas embarcaciones de navegación costera. Esta evolución arquitectónica produjo embarcaciones de formas alargadas, estrechas, ligeras y de poco calado, formas que ofrecían poca resistencia al avance. Estos barcos adoptaron el motor a principios del siglo XX a partir de 1920  y se convirtieron en chipironera. La tripulación está compuesta por uno a tres hombres.

## Etimología
El origen de la palabra batteleku o batteliku proviene de batel que se traduce como canoa.

## Histórico
Las pequeñas embarcaciones de pesca existen desde hace muchísimo tiempo (las ordenanzas de la cofradía de Bermeo de 1353), se menciona la battela.. Este tipo de construcción está documentada desde al menos el siglo XIII. De hecho, podemos ver en el Archivo Nacional de París la huella de cera del sello de la ciudad de San Sebastián, adherida a un documento del año 1297 En el siglo XIX y principios del XX, el batteleku era un barco pesquero costero movido a vela y remo. Ampliamente utilizado para la pesca de calamares (calamares), anchoas, chinchar y merluza, el batteleku todavía está presente en los puertos vascos, especialmente en el de Socoa en Ciboure, pero ahora se utiliza con fines deportivos. Actualmente, la pesca a bordo de batteleku es escasa y ya no goza de la importancia que tuvo en el siglo XIX y principios del XX. Este tipo de embarcación fue abandonada a mediados del siglo XX y estuvo a punto de desaparecer. Partiendo de la forma del batteleku, a principios del siglo XX se construyeron pequeños barcos pesqueros a motor llamados chipironeras "gazolin". Para ello se aumentó el muestreo, se amplió la anchura y la adición de una quilla gruesa permitió el paso del eje de la hélice.

## Definición
Los elementos de la forma de su casco son : proa generalmente recta, a veces un poco sobresaliente, popa apretada, costados ligeramente de fragata, profundidad de 60 a 70 centímetros. Su peso, en madera o resina de poliéster, ronda los 200 kilogramos. El batteleku es relativamente pesado en comparación con un trinera de 12 m de largo, pero de peso similar. : cerca de 200Kg. La evolución de su construcción de poliéster avanza hacia un peso más ligero.

## Renovación
Jean-Pierre Laquèche, que buscó un batteleku a finales de los años 1970 y sólo encontró cinco "supervivientes" a lo largo de la costa vasca desde Adour hasta Bermeo, dos de ellos en San Juan de Luz. Uno abandonado en el puerto de Socoa y otro en la misma Ciburu. Este batteleku llamado Ago Lo encontrado en el barro del puerto de Socoa fue construido en Socoa en 1948 en el astillero Ortiz-Ordoqui. Diseñado principalmente para remar, su casco es de una delicadeza poco común. Los demás, generalmente construidos para navegar, tenían un casco más ancho. Este batteleku ha sido restaurado por Jean-Pierre Laquèche ayudado por los hermanos Ordoqui. El Sr. Laquèche tomó las medidas precisas del Ago Lo,  y fabricó un molde que se utiliza para la producción en masa desde finales de los años 80 por el astillero Ordoqui y el astillero Marin. Hace Londres es el padre de la línea actual. La asociación Itsas Begia  en Ciboure, la asociación Eggurezkoa  y el astillero Marin también en Ciboure, la asociación Albaola en Pasaia, así como la asociación Euskal Batel Eroak en Lequeitio, la asociación naval bretona La escuela de carpintería Skol ar Mor en Mesquer reconstruyó un número muy pequeño de ellas en madera alrededor de la années 2000 .

## Renacimiento deportivo
A principios de la década de 1990, los primeros battelekus de resina compitieron en la mar durante el verano. En 1992, Philippe Martiarena, Alexandre Dunoyer, Pascal Hariscain-Lafitte y Pettan Lacour decidieron remar por la costa vasca. Para ello hicieron construir en el astillero Ordoqui, en Socoa, un batteleku al que Mikel Apaiza, cura pescador, llamó Teink (palabra vasca que se grita cuando un atún muerde el cebo vivo) que significa " aguanta ", " tirar con fuerza "). Remarán hasta los puertos de San Juan de Luz en Bermeo. Durante las escalas, recuerdan a los vascos que encuentran la existencia de este bonito barco. De regreso a Socoa, se creó la asociación Ur Ikara  para organizar una carrera de varios días al año siguiente (1993), el Trofeo Teink.

## Trofeo Teink
Organizado por la asociación Ur Ikara, el Trofeo Teink es una carrera de batteleku exclusivamente a remo durante seis días seguidos, entre julio y principios de agosto, con una veintena de equipos de tres personas. Enlace entre los puertos vascos, esta regata parte de Bilbao y llega a San Juan de Luz tras varias escalas. Ahora, cada año las salidas se realizan alternativamente desde el País Vasco Sur (Hegoalde) y el País Vasco Norte (Iparralde). En 2024, las tripulaciones cubrirán una distancia de casi 88 millas náuticas.

## Práctico
La tripulación de un batteleku es de tres personas: el timonel en la popa mirando hacia adelante y dos remeros uno detrás del otro mirando hacia la popa. Reman juntos por el mismo lado de babor.

## Construcción de madera
Su construcción en madera requiere importantes conocimientos técnicos, lo que dificulta enormemente su construcción amateur. Está hecho de media concha y no de planos. El semicasco es el elemento básico de la construcción naval de madera en el País Vasco. Desmontable, de él se toman las líneas de agua y todas las dimensiones del futuro batteleku. Constituyendo el plano del barco, el semicasco está formado por dos maderas diferentes que indican la línea de flotación. El casco también se puede construir sobre un maniquí, construido a su vez a partir de medio casco o planos.
Su estructura se compone de un conjunto de tablones de pichpin (madera blanda sin nudos cuya dureza casi alcanza la del roble) o de pino del norte, suelos de acacia calentados con vapor para doblarlos con facilidad y remachados en caliente a los tablones y una quilla de roble. Las piezas de roble se eligen minuciosamente, de modo que sus fibras sigan las curvas de las piezas requeridas. A veces se coloca un accesorio debajo de la quilla de la roda y el poste de popa.

## Construcción de poliéster
Hecho a partir de un antiguo batteleku, un maniquí de madera se cubre con cera, luego con gelcoat y capas de tela de poliéster. En cuanto a la construcción de madera, se colocan los suelos, los tejados, los remos y luego los bancos. A menudo, también se coloca un accesorio debajo de la quilla de la roda y del poste de popa. Hacer batteleku de resina es menos costoso en términos de dinero, tiempo y mantenimiento. Una vez realizado el molde, permite la construcción en serie. Más fácil que la construcción de madera, la construcción de resina es accesible porque no requiere conocimientos para leer planos ni crearlos a partir de media carcasa. Esta construcción de resina hace que el casco sea más ligero. De hecho, el primer batteleku de poliéster tenía el mismo peso que el Ago Lo tomado como plantilla. Para que el peso del casco de resina sea el mismo que el de madera, se duplicó el laminado en la parte inferior, lo que aumenta su estabilidad. Debido a un uso que ahora es siempre deportivo y por tanto operado a remo, ahora se busca la reducción del peso de la embarcación. Los batteleku actuales ya no son aptos para navegar y remar, ya no tienen mástil, salvo algunos que todavía pueden llevar una vela y, en ocasiones, tienen un lugar para una posible orza desmontable. Los construidos en madera se pueden navegar a vela y a remo y han conservado sus antiguos atributos. En las construcciones de resina, se ve una estandarización de los cascos porque todos provienen de uno o dos moldes.

## Renacimiento en 2024
Tras la casi total desaparición de la construcción tradicional de batteleku de madera, un carpintero marino vasco reconstruirá uno en 2024. Denominado Euzkadi, con una longitud de 5,20 metros, será inaugurado durante el Trofeo Teink de 2024.